# A Gifted Man
A Gifted Man est une série télévisée américaine en seize épisodes de 44 minutes créée par Susannah Grant, diffusée simultanément entre le 23 septembre 2011 et le 2 mars 2012 sur le réseau CBS aux États-Unis et Global au Canada.
Au Québec, la série a été diffusée à partir du 30 août 2012 sur Séries+ et en France, depuis le 27 octobre 2013 sur Série Club et à partir du 20 janvier 2014 sur M6. En Belgique, la série a été diffusée à partir du 3 mars 2014 sur RTL-TVI. Néanmoins, elle reste inédite dans les autres pays francophones.

## Synopsis
Michael Holt est un neurochirurgien talentueux mais égocentrique exerçant dans une clinique de luxe à New York. Il reçoit la visite du fantôme de son ex-femme, le Dr Anna Paul, décédée dans un accident de voiture, qui avait choisi de pratiquer la médecine de famille en dirigeant un centre de santé communautaire dans un quartier modeste. La sœur de Michael, Christina, qui croit au surnaturel, se réjouit de cette nouvelle car elle pense que Michael était une meilleure personne quand il était avec Anna,.

## Distribution

### Acteurs principaux
- Patrick Wilson (VF : Cyrille Monge) : Dr Michael Holt
- Jennifer Ehle (VF : Anne Rondeleux) : Anna Paul
- Margo Martindale (VF : Coco Noël) : Rita Perkins-Hall
- Rachelle Lefevre (VF : Léa Gabrièle) : Dr Kate Sykora
- Pablo Schreiber (VF : Nessym Guetat) : Anton Little Creek
- Rhys Coiro (VF : Tanguy Goasdoué) : Dr Zeke Barnes

### Acteurs récurrents
- Tijuana Ricks (en) (VF : Laure Sabardin) : l'infirmière Charisse (9 épisodes)
- Katie Ross : l'infirmière Maria (6 épisodes)
- Julie Benz (VF : Anneliese Fromont) : Christina Holt, sœur de Michael (5 épisodes)
- Armando Riesco (en) (VF : Stéphane Marais) : Tavo (5 épisodes)
- Eriq La Salle (VF : Thierry Desroses) : Evan « E-Mo » Morris (5 épisodes)
- Sue Jean Kim : l'infirmière en chef Collette (5 épisodes)
- Adrian Martinez (VF : Yann Pichon) : Hector (5 épisodes)
- Mike Doyle (VF : Olivier Cordina) : Victor Lantz (4 épisodes)
- Peter Hermann (VF : Constantin Pappas) : Harrison Curtis, le mari de Kate (3 épisodes)
- Marin Ireland (VF : Christèle Billault) : l'infirmière Elena (3 épisodes)
- Liam Aiken (VF : Gabriel Bismuth-Bienaimé) : Milo, neveu de Michael (2 épisodes)
- Afton Williamson (VF : Alice Taurand) : Autumn (2 épisodes)
- Roslyn Ruff : Audrey Lewis (2 épisodes)
Version française
  - Société de doublage : Libra Films[8],[9]
  - Direction artistique : Pauline Brunel[9]
  - Adaptation des dialogues : Vanessa Azoulay Chouraqui, Igor Conroux, Philippa Roche[9]

 Source et légende : version française (VF) sur RS Doublage et Doublage Séries Database

## Production

### Développement
En janvier 2011, CBS a commandé le pilote. Le 16 mai 2011, la série est commandée puis annonce deux jours plus tard qu'elle sera diffusée les vendredis à 20 h.
Initialement prévue pour treize épisodes, CBS a commandé trois épisodes supplémentaires en novembre 2011, portant la série à seize épisodes.
Le 13 mai 2012, la série a été officiellement annulée par CBS.

### Casting
Les rôles pour le pilote ont été attribués à partir de février 2011, dans cet ordre : Patrick Wilson, Jennifer Ehle, Afton Williamson, Julie Benz et S. Epatha Merkerson qui a été remplacée par Margo Martindale.
En juin 2011, l'acteur Pablo Schreiber a été promu à la distribution principale.
En juillet 2011, l'actrice Rachelle Lefevre a été choisi pour interpréter le Dr Kate Sykora, puis Rhys Coiro décroche un rôle récurrent devenu principal.
Par la suite, les acteurs suivants ont intégré la distribution avec des rôles récurrents ou invités : Mike Doyle, Raul Esparza, Tom Nelis, Jenna Stern et Brian Curlan, Eriq La Salle, John Benjamin Hickey, Tom Wopat et Aaron Dean Eisenberg, Diane Neal, Christina Milian et Frances Fisher.

### Fiche technique
Sauf indication contraire, les informations mentionnées dans cette section peuvent être confirmées par la base de données cinématographiques IMDb,  présente dans la section « Liens externes ».
- Titre original : A Gifted Man
- Création : Susannah Grant
- Réalisation : Susannah Grant et Jonathan Demme
- Scénario : Susannah Grant
- Direction artistique : Ted LeFevre
- Décors : John Kasarda et Stuart Wurtzel
- Costumes :
- Photographie : Tak Fujimoto
- Montage : Affonso Gonçalves et Aaron Yanes
- Musique :
- Casting : Risa Bramon Garcia
- Production : Lindsay Jaeger ; Dara Schnapper (associé producteur)
  - Production exécutive : Susannah Grant, Jonathan Demme, Carl Beverly, Loucas George, Sarah Timberman et Neal Baer
- Société(s) de production : CBS Television Studios et Timberman-Beverly Productions
- Société(s) de distribution (télévision) : Columbia Broadcasting System
- Pays d'origine :  États-Unis
- Langue originale : Anglais
- Format : Couleur - Son stéréo
- Genre :
- Durée : 42 minutes

## Épisodes
1. Le Retour d'Anna (Pilot)
2. L'Enfer se déchaîne (In Case of All Hell Breaking Loose)
3. Un ciel sans nuage (In Case of Discomfort)
4. Le Jumeau fantôme (In Case of Separation Anxiety)
5. Dilemme (In Case of Loss of Control)
6. La Mémoire des champions (In Case of Memory Loss)
7. Soldat de feu (In Case of Exposure)
8. Ne pas réanimer (In Case of Missed Communications)
9. Arythmie (In Case of Abnormal Rhythm)
10. Les Fleurs de foudre (In Case of a Bolt From the Blue)
11. L'Épée de Damoclès (In Case of (Re)Birth)
12. Face au déni (In Case of Blind Spots)
13. Sous la menace (In Case of Complications)
14. De l'eau dans le gaz (In Case of Co-Dependents)
15. Amour de jeunesse (In Case of Letting Go)
16. Les Raisons du cœur (In Case of Heart Failure)